# Episodi di Un ciclone in convento (diciassettesima stagione)
La diciassettesima stagione
della serie Un ciclone in convento è stata trasmessa sul canale tedesco Das Erste dal 9 gennaio al 10 aprile 2018.
In Italia la stagione
è stata trasmessa in prima visione assoluta su Rai 2 dal 23 dicembre 2018 al 14 settembre 2019.
| nº | Titolo originale       | Titolo italiano            | Prima TV originale | Prima TV Italia   | Telespettatori | Share |
| -- | ---------------------- | -------------------------- | ------------------ | ----------------- | -------------- | ----- |
| 1  | Brautalarm             | Allarme sposa              | 9 gennaio 2018     | 23 dicembre 2018  | 262.000        | 3,29% |
| 2  | Schlimmer Verdacht     | Hollywood a Kaltenthal     | 16 gennaio 2018    | 30 dicembre 2018  |                | 3,50% |
| 3  | Gewissenskonflikte     | La grande delusione        | 23 gennaio 2018    | 6 gennaio 2019    | 322.000        | 3,67% |
| 4  | Ausgebacken            | La torta al formaggio      | 30 gennaio 2018    | 12 gennaio 2019   |                | 2,59% |
| 5  | Ausgeträumt            | Quarantena                 | 13 febbraio 2018   | 26 gennaio 2019   |                |       |
| 6  | Im falschen Körper     | Nel corpo sbagliato        | 20 febbraio 2018   | 2 febbraio 2019   |                |       |
| 7  | Vergeben und vergessen | Perdonato e indimenticato  | 27 febbraio 2018   | 9 febbraio 2019   |                |       |
| 8  | Aus die Maus           | Un detective per una firma | 6 marzo 2018       | 16 febbraio 2019  |                |       |
| 9  | Zwei Väter             | Due padri                  | 13 marzo 2018      | 23 febbraio 2019  |                |       |
| 10 | Die letzte Fahrt       | Sindaco senza cuore        | 20 marzo 2018      | 2 marzo 2019      |                |       |
| 11 | Schuldgefühle          | Ci vuole forza di volontà  | 27 marzo 2018      | 31 agosto 2019    | 352.000        | 5,10% |
| 12 | Nachtgestalten         | La metamorfosi di Lech     | 3 aprile 2018      | 7 settembre 2019  | 362.000        | 5,47% |
| 13 | So ein Hundeleben      | Tritoni crestati           | 10 aprile 2018     | 14 settembre 2019 | 407.000        | 6,36% |